# Чудесне око
«Чудесне око» — науково-фантастичний роман Олександра Бєляєва. 

## Історія
У спогадах дочки письменника Світлани Бєляєвої вказується, що роман «Чудесне око» був написаний у Москві в 1928 році. Твір було вперше опубліковано в Одесі українською мовою в 1935 році. Присвячений розвитку підводного телебачення, яке допомагає в пошуках важливого наукового відкриття на затонулому кораблі. Сюжет роману розвивається навколо вузької технічної ідеї: розробки і успішного застосування підводних телевізорів. Слабкість твору була настільки очевидна навіть для самого Бєляєва, що він не став перевидавати його російською мовою. Оригінальний рукопис російською було втрачено під час другої світової війни, тож російський варіант твору є перекладом з української, що був зроблений після смерті письменника. Переклад вперше з'явився в 1956 році в збірнику «Вибрані науково-фантастичні твори» в 2-х томах («Молода гвардія», 1956. Т. 1).

## Стислий сюжет
Роки Великої депресії. В Атлантичному океані тоне пасажирський лайнер «Левіафан», на якому аргентинський винахідник Хургес намагався перевезти в Радянський Союз секрет свого відкриття атомної енергії. Радянським ученим стає відомо, що опис винаходу Хургес вигравіював на металевих пластинках, а самі пластинки перед загибеллю прикріпив до якірного ланцюга лайнера. До місця аварії корабля направляються три радянські кораблі, озброєні для пошуків підводним телевізором — винаходом радиста Моті Гінзбурга. У процесі пошуків експедиція відкриває на морському дні затонуле місто стародавньої цивілізації. За допомогою телевізора стає можливим транслювати відкриття в реальному часі на всю країну.
У той же час в районі пошуків з'являється корабель американського авантюриста Скотта, який намагається виявити і підняти з «Левіафана» золото, вкрадене у нього колишнім компаньйоном Вільямсом. Не здогадуючись про справжню мету радянської експедиції, Скотт вирішує, що вона шукає золото. Для того, щоб усунути конкурентів, Скотт всіляко заважає роботі радянських кораблів. Нарешті, йому вдається виявити затонулий корабель і підняти частину предметів, у тому числі пластинки Хургеса. Не знаючи ціни знахідки, Скотт викидає її в океан. Радянській експедиції вдається її знову виявити, але частину формул безповоротно втрачено.
Паралельно з основним сюжетом ведеться опис подорожі журналіста Азореса країнами Південної і Північної Америки: економічний колапс, безробіття, соціальні хвилювання. Знайомлячись з асистентом загиблого Хургеса — Каром, Азорес захоплює його описом соціалістичної дійсності і перспективами плідної наукової роботи. Кар погоджується поїхати в СРСР і просить «зарахувати його рядовим на телефронт».

### Фантазія Міші Боріна
Під час підготовки експедиції в Москві, син інженера Боріна Міша написав коротке науково-фантастичне оповідання на тему явища фотоефекту.
Професор Філінов винайшов апарат, що дозволяє зменшити людини до розміру молекул і атомів. Зменшивши своїх учнів — професорів Харичкина і Ларичкина, Філінов поміщає їх на пластину цезію, де вони бачать будову кристалічної решітки металу, ядра і електрони, взаємодію електронів з фотонами світла. Потім Філінов відправляє їх всередину фотоелемента, де вони спостерігають принципи його роботи.

## Особливості сюжету
- Міша Борін зламав ногу, граючи у футбол, і не зміг поїхати в експедицію. Однак, за допомогою телевізорів, встановлених у нього вдома, він зміг стежити за всім, що відбувалося в експедиції і став, таким чином, «телевізійним» черговим штабу експедиції. Як наслідок Міша Борін зіграв в експедиції важливу роль: кілька разів помітив те, що не побачили члени експедиції і зумів попередити і врятувати від акули водолаза Протчева.

- Незважаючи на мирний характер наукової експедиції, її учасники постійно носять при собі зброю — як радянські громадяни (команда траулера відкриває вогонь, відганяючи від акул Скотта, який впав за борт), так і іноземці (журналіст Азорес, рятуючи життя водолазові Протчеву, вихоплює револьвер і погрожує застрелити Скотта і капітана зафрахтованого Скоттом корабля).

## Персонажі
- Бласко Хургес — аргентинський вчений-винахідник, пасажир «Левіафана»
- Жуан Хургес — його брат
- Вільямс — американський багатій, пасажир «Левіафана»
- Мотя Гінзбург — радист траулера, винахідник
- Маковський — капітан траулера
- Азорес — іспанський комуніст, кореспондент
- Кар — вчений, асистент Хургеса
- академік Тоффель, професор Рейнберг, професор Багорський — члени спецкомісії
- Барковський, Карпиловський, Чудінов — радянські вчені, які прибули для вивчення підводного міста
- Кирилов — інженер ЕПРОНу
- Борін — радіоінженер та винахідник
- Міша Борін — студент, син Боріна
- Протчев — водолаз експедиції
- Джеймс Скотт — американський авантюрист, компаньйон Вільямса.